# Калнцемпьи
Ка́лнцемпьи (латыш. Kalncempji, Cempji; устар. Цемпье, Цемпфя) — населённый пункт (латыш. vidējciems) в Алуксненском крае Латвии. Административный центр Калнцемпской волости. Расположен у дороги V396. Расстояние до города Алуксне составляет около 19 км. 

## Население
По состоянию на 2017 год, согласно данным Управления по делам гражданства и миграции Министерства внутренних дел Латвийской Республики, на территории населённого пункта Калнцемпьи проживает 61 человек.
В 2015 году население составляло 71 человек, в 2007 году — 45 человек, в 2003 году — 145 человек.

## История
В 1970-х годах населённый пункт был центром Калнцемпского сельсовета Алуксненского района. В селе располагался колхоз «Пирмайс майс».